# L'Oiseau Liberté
Acte 1 Manifeste : L'Oiseau Liberté - Prélude Acte II
Albums de Damien Saez
Miami
(2013) Lulu
(2017)
L'Oiseau Liberté est le neuvième album studio de Damien Saez. Il sort officiellement le 9 décembre 2016. Il est le successeur de l'album Miami sorti en 2013. Une tournée dans plusieurs villes françaises s'ensuivra en 2017 ainsi que trois dates au Bataclan en décembre 2016 (les 21, 22 et 23). Cet album est le premier album issu du projet artistique Le Manifeste.

## Histoire de l'album
Deux albums sont annoncés en août 2016 pour l'automne de la même année. Le premier, composé de deux disques ainsi que le titre et l'artwork sont annoncés en octobre. La liste des pistes est dévoilée mi-novembre.
Les deux premiers extraits de l'album sortent le 4 novembre 2016 à quelques jours de la première commémoration des attentats de Paris. Ils sont disponibles en téléchargement gratuit sur le site officiel de Damien Saez.
Le 16 novembre 2016, Damien Saez publie une lettre ouverte incendiaire et violente adressée à la société française et suspend sine die la sortie initiale de l'album physique à la suite de la diffusion illégale d'Amazon des introductions de chaque chanson du nouvel album. L'artiste parle alors de viol de son art et suspend de la même manière sa tournée prévue pour début 2017 sans donner plus d'informations. Il demande par là même aux personnes ayant commandé l'album d'annuler leur achat.
Quelques jours plus tard, l'artiste revient sur sa décision et décide de maintenir sa tournée et prolonge la durée de son Manifeste à Noël 2017. Le 30 novembre, Damien Saez publie un morceau intitulé Peuple Manifestant, inédit qui met en chanson, pendant plus de neuf minutes, son état d'esprit à la suite de la mise en ligne de son album deux semaines auparavant ainsi que le morceau instrumental La lutte.

## L'album

### Sonorités
Les 7 morceaux de l'album sont homogènes[réf. souhaitée]. Ce sont des mélodies au piano sur lequel viennent se poser les textes chantés de Damien Saez. Mon pays je t'écris et Les enfants paradis sont basés sur la même mélodie au piano comme s'il s'agissait d'une suite[réf. souhaitée]. Une partie du texte de Mon pays je t'écris est repris pour Les enfants paradis.

### Thématiques
L'oiseau Liberté traite principalement des attentats de 2015 à Paris et de 2016 à Nice. Il parle plus généralement de la vague terroriste qui frappe alors le monde occidental, notamment la France. Il y dénonce la politique nationale qu'il déteste et qui a engendré ce phénomène, ainsi que la montée du populisme et de l’extrême droite. Il cite d'ailleurs le FN dans le morceau Je suis. Les Enfants Paradis est un hommage aux victimes des attentats de Paris du 13 novembre 2015 et le second, Tous les gamins du monde est un hommage aux victimes des attentats de janvier 2015 et Charlie Hebdo.
Damien Saez évoque également le terrorisme selon un autre angle. Il définit comme terrorisme tout le système financier de notre pays qui affame et appauvrit une partie de notre population. Il définit ainsi comme terroriste toute personne du monde de la finance y participant, ainsi que les grandes firmes multinationales[réf. nécessaire].
Dans Le dernier disque, Damien Saez explique sa volonté d'effacer son art de l'ensemble des plateformes musicales pour ne le présenter que via son site officiel. Il considère son art comme indigne d'être mis à disposition de tous pour être par la suite détourné. « Confiture au cochon, là ça devient du caviar aux cafards » chante-t-il dans le morceau. Il préfère alors le partager uniquement avec les personnes capables de l’apprécier à sa juste valeur, « à ceux qui savent lire ». Ainsi, le 17 décembre 2018, l'artiste supprime un à un tous ses comptes de réseaux sociaux, Twitter, Instagram et Facebook en remerciant ces fans. Il publiera par la suite une application internet, Culturecontreculture, qu’il développe lui-même afin de proposer aux abonnés une écoute de sa discographie en streaming ainsi que des écrits, des photos et des vidéos.

### Pochette
La pochette de l'album représente un portrait monochrome sépia de Saez maquillé en clown triste, les yeux très sombres et un chapeau noir.

### Titres
Disque 1, L'Oiseau Liberté
Toutes les chansons sont écrites et composées par Damien Saez.
| 1.    | Mon pays je t'écris      | 8:43 |
| 2.    | L'Humaniste              | 4:18 |
| 3.    | L'oiseau liberté         | 6:06 |
| 4.    | Les enfants lune         | 5:02 |
| 5.    | Tous les gamins du monde | 5:43 |
| 6.    | Les enfants paradis      | 4:31 |
| 7.    | Le dernier disque        | 5:55 |
| 41:12 |                          |      |

Disque 2, Prélude Acte II
Toutes les chansons sont écrites et composées par Damien Saez.
| 1.    | C'est la guerre | 6:41 |
| 2.    | Mon terroriste  | 5:19 |
| 3.    | Je suis         | 4:54 |
| 15:53 |                 |      |

Le disque 2 est un prélude à l'acte 2. Ainsi, Mon terroriste et Je suis se retrouvent également sur l'album suivant du Manifeste, Lulu. Seule C'est la guerre ne se retrouve sur aucun autre album.

### Morceaux inédits
- La lutte
- Château de brume
- Premier mai

## Musiciens
Instruments additionnels

## Classements et certifications
L'album est certifié disque d'or en France en août 2017.

## Culture populaire
- Le 16 mars 2019, le titre Les Enfants Paradis est interprété par Laura Parrado, une marseillaise de 17 ans dans la saison 8 de The Voice[9],[10] en hommage aux victimes des attentats du Bataclan[11] en novembre 2015. Cette prestation relance la popularité du morceau et de l’album, 3 ans après sa sortie. De nombreux médias en parlent dans la presse ; l’album remonte dans le top 10 des téléchargements[12], se classe même numéro 1 sur iTunes, et le morceau interprété dans The Voice se place en 4ème position dès le lendemain[13].
- Le 13 octobre 2024, la chanson Les enfants paradis est interprétée par le chanteur Simon Cayet[14] lors des hommages à Dominique Bernard, professeur assassiné à Arras, un an plus tôt, le 13 octobre 2023[15].